# سيإيإيتشي ماكيتا
سيإيإيتشي ماكيتا (باليابانية: 巻田 清一) (11 يوليو 1968 في طوكيو في اليابان – )؛ هو لاعب كرة قدم ياباني سابق كان يلعب كلاعب وسط.

## وصلات خارجية
- سيإيإيتشي ماكيتا على موقع رابطة كرة القدم اليابانية للمحترفين (اليابانية)
- سيإيإيتشي ماكيتا على موقع عالم كرة القدم.نت (الإنجليزية)